# Bobo Siebenschläfer
Bobo Siebenschläfer ist die Haupt- und Titelfigur einer Kinderbilderbuchreihe von Markus Osterwalder, die seit 1984 im Rowohlt-Verlag erscheint.
In jedem Buch sind mehrere kurze Bildergeschichten versammelt, die teilweise auch zusätzlich einzeln als Pixi-Bücher veröffentlicht wurden.
Am Ende der meisten Bildergeschichten schläft Bobo ein. Das Verhalten und der Entwicklungsstand der anthropomorphen Figur entspricht etwa einem 2- bis 3-jährigen Kind. Sie sind damit bewusst als Gutenachtgeschichten für Kleinkinder konzipiert.
Auch alle anderen Figuren mit menschlichen Zügen, vorwiegend seine Eltern, werden mit aufrecht gehenden Siebenschläfern dargestellt.
Der Zeichenstil hat sich über die Jahre merklich verändert, bleibt mit seinen Pastellfarben trotz inzwischen stärkerer Konturlinien aber charakteristisch. Seit 2016 illustriert Dorothée Böhlke Bobo Siebenschläfer.
Auch die Rollenverteilung in der Familie wandelt sich. Während in den ersten Bänden ausschließlich die Mutter für den Haushalt, das Einkaufen und Kochen zuständig ist und der Vater (lohn-)arbeiten geht, wird in neueren Bänden auch er bei der Hausarbeit gezeigt.

## Ausgaben
Der Untertitel der gebundenen Ausgaben und der Taschenbücher lautet jeweils Geschichten … bzw. seit 1997 Bildgeschichten für ganz Kleine.
- Bobo Siebenschläfer (5. Juli 1984), ISBN 978-3-499-20368-8
- Bobo Siebenschläfer macht munter weiter (4. Dezember 1986), ISBN 978-3-499-20416-6
- Bobo Siebenschläfer ist wieder da (1. September 1997), ISBN 978-3-499-20847-8
- Das Beste von Bobo Siebenschläfer (1. Dezember 2011), ISBN 978-3-499-21629-9
- Bobo Siebenschläfer wird nicht müde (2. Juli 2012), ISBN 978-3-499-21649-7
- Bobo Siebenschläfers neueste Abenteuer (24. Oktober 2014), ISBN 978-3-499-21706-7
- Bobo Siebenschläfers allerneueste Abenteuer (27. Februar 2015), ISBN 978-3-499-21708-1
- Immer fröhlich mit Bobo Siebenschläfer (27. November 2015), ISBN 978-3-499-21722-7
- Fröhliche Weihnachten, Bobo Siebenschläfer! (12. Oktober 2016), ISBN 978-3-499-21762-3
- Bobo Siebenschläfer: Viel Spaß im Kindergarten! (23. Juni 2017), ISBN 978-3-499-21763-0
- Bobo Siebenschläfer bekommt ein Geschwisterchen (20. Oktober 2017), ISBN 978-3-499-21779-1
- Bobo Siebenschläfer. Ist doch gar nicht schlimm! (27. März 2018), ISBN 978-3-499-21804-0
- Bobo Siebenschläfer. Großer Sommerspaß (15. Mai 2018), ISBN 978-3-499-21808-8
- Bobo Siebenschläfer. Draußen ist es schön! (26. März 2019), ISBN 978-3-499-21835-4
- Bobo Siebenschläfer. Drinnen ist was los! (17. September 2019), ISBN 978-3-499-00082-9
- Mit Bobo Siebenschläfer durch das Jahr (13. Oktober 2020), ISBN 978-3-499-00491-9
- Bobo Siebenschläfer. Zusammen sind wir stark! (23. März 2021), ISBN 978-3-499-00405-6

## Fernsehserie
2014 ließ der WDR für die Sendung mit dem Elefanten einzelne Geschichten verfilmen, die auch auf DVD veröffentlicht werden. Daneben gibt es auch Bilderbücher mit Begleit-CD. 2020 erschien eine zweite Staffel mit weiteren Folgen.